# La Década Prodigiosa 2
La Década Prodigiosa 2 es el título del segundo LP de la banda La Década Prodigiosa, publicado en 1986.

## Descripción
Tras el éxito del primer LP, lanzado como mero proyecto de recopilación de temas de la década de 1960, sin un grupo musical estable, se decide crear la banda como tal cuyos miembros constituyen ya las voces tras la grabación de este segundo LP.

## Temas
- Baila, Baila
- Dulce Francia
- Haz El Amor Y No La Guerra
- Felicidades
- Cruzando Los Mares
- Dolce Vita
- Beatles & Rolling

### Cortes integrados en los temas
A continuación los cortes de canciones integradas en cada uno de los temas popurrí del LP:
| Bloque                    | Canción del corte                      | Autor                                   | Intérprete original          |
| ------------------------- | -------------------------------------- | --------------------------------------- | ---------------------------- |
| Baila, baila              | Baila, baila                           | M. Aguilar, M. Santisteban, J. de Juan  |                              |
| Baila, baila              | Bailando el twist                      | R. Arcusa, M. de la Calva               | El Dúo Dinámico              |
| Baila, baila              | La yenka                               | Charles Recourt                         | Los Marshall                 |
| Baila, baila              | Casatschok                             | B. Rubaschkin                           | Georgie Dann                 |
| Baila, baila              | Rock Around the Clock                  | M. Freedman, J. DeKnight                | Bill Haley & His Comets      |
| Dulce Francia             | Guateque francés                       | M. Aguilar, M. Santiesteban, J. de Juan |                              |
| Dulce Francia             | Ma vie                                 | A. Barriere, A. Ferrario                | Alain Barrière               |
| Dulce Francia             | Aline                                  | Christophe, C. Mapel, A. Marco          | Christophe                   |
| Dulce Francia             | Tous les garçons et les filles         | F. Hardy, R. Samyn                      | Françoise Hardy              |
| Dulce Francia             | Capri c'est fini                       | H. Vilard                               | Hervé Vilard                 |
| Dulce Francia             | Be my baby                             | P. Spector                              | Christophe                   |
| Dulce Francia             | The rhythm of the rain                 | J. Gummoe, Gª Padilla                   | Françoise Hardy              |
| Dulce Francia             | Mis manos en tu cintura                | Adamo                                   | Adamo                        |
| Dulce Francia             | Et maintenant                          | G. Becaud, P. Leroyer                   | Gilbert Bécaud               |
| Haz el amor y no laguerra | Monday, Monday                         | John Phillips                           | The Mamas and the Papas      |
| Haz el amor y no laguerra | California Dreamin'                    | John Phillips, Michelle Phillips        | The Mamas and the Papas      |
| Haz el amor y no laguerra | San Francisco                          | John Phillips                           | Scott McKenzie               |
| Haz el amor y no laguerra | Massachusetts                          | Barry, Robin & Maurice Gibb             | The Bee Gees                 |
| Haz el amor y no laguerra | The Sounds of Silence                  | Paul Simon                              | Simon & Garfunkel            |
| Haz el amor y no laguerra | Let the Sunshine in                    | J. Rado, G. Ragni, G. MacDermot         | The 5th Dimension            |
| Haz el amor y no laguerra | Proud Mary                             | John Fogerty                            | Creedence Clearwater Revival |
| Felicidades               | Congratulations                        | Martin, Coulter                         | Cliff Richard                |
| Felicidades               | If I Had a Hammer                      | P. Seeger, L. Hays                      | Peter, Paul and Mary         |
| Felicidades               | La Bamba                               |                                         | Ritchie Valens               |
| Felicidades               | It's not Unusual                       | L. Reed, G. Mills                       | Tom Jones                    |
| Felicidades               | Barbara Ann                            | F. Fassert                              | The Beach Boys               |
| Cruzando los mares        | Cruzando los mares                     | M. Aguilar, M. Santiesteban, J. de Juan |                              |
| Cruzando los mares        | Corazón contento                       | Palito Ortega                           | Palito Ortega                |
| Cruzando los mares        | Juanita Banana                         |                                         | Luis Aguilé                  |
| Cruzando los mares        | Limón limonero                         | Henry Stephen                           | Henry Stephen                |
| Cruzando los mares        | Voy a pintar las paredes con tu nombre | J. Borsani                              | Los Mismos                   |
| Cruzando los mares        | La felicidad                           | Palito Ortega                           | Palito Ortega                |
| Cruzando los mares        | La chevecha                            | Palito Ortega                           | Palito Ortega                |
| Dolce vita                | Guateque italiano                      | M. Aguilar, M. Santiesteban, J. de Juan |                              |
| Dolce vita                | Non ho l'età                           | M. Panzeri, Nicola Salerno              | Gigliola Cinquetti           |
| Dolce vita                | Sapore di sale                         | Gino Paoli                              | Gino Paoli                   |
| Dolce vita                | Io che non vivo senza te               | P. Donaggio, V. Pallavicini             | Pino Donaggio                |
| Dolce vita                | Il Mondo                               | Jimmy Fontana                           | Jimmy Fontana                |
| Dolce vita                | Una casa incima al mondo               | P. Donaggio, V. Pallavicini             | Mina                         |
| Dolce vita                | It's a lonely town                     | G. Mac Danields                         | George Mac Danields          |
| Dolce vita                | La bambola                             | F. Migliacci, R. Cini B. Zambrini       | Patty Pravo                  |
| Dolce vita                | Nessuno mi può giudicare               | Pace, Panzeri                           | Caterina Casselli            |
| Dolce vita                | La pioggia                             | D. Pace, G. Argenio                     | Gigliola Cinquetti           |
| Beatles & Rolling         | A Hard Day's Night                     | J. Lennon, P. Mc Cartney                | The Beatles                  |
| Beatles & Rolling         | Satisfaction                           | M. Jagger, K. Richards                  | The Rolling Stones           |
| Beatles & Rolling         | Day Tripper                            | J. Lennon, P. Mc Cartney                | The Beatles                  |
| Beatles & Rolling         | Jumpin' Jack Flash                     | M. Jagger, K. Richards                  | The Rolling Stones           |
| Beatles & Rolling         | Twist and Shout                        | P. Medley, B. Russell                   | The Beatles                  |
| Beatles & Rolling         | Honky Tonk Women                       | M. Jagger, K. Richards                  | The Rolling Stones           |
| Beatles & Rolling         | Yellow Submarine                       | J. Lennon, P. Mc Cartney                | The Beatles                  |
| Beatles & Rolling         | Obladi Oblada                          | J. Lennon, P. Mc Cartney                | The Beatles                  |